# 公社

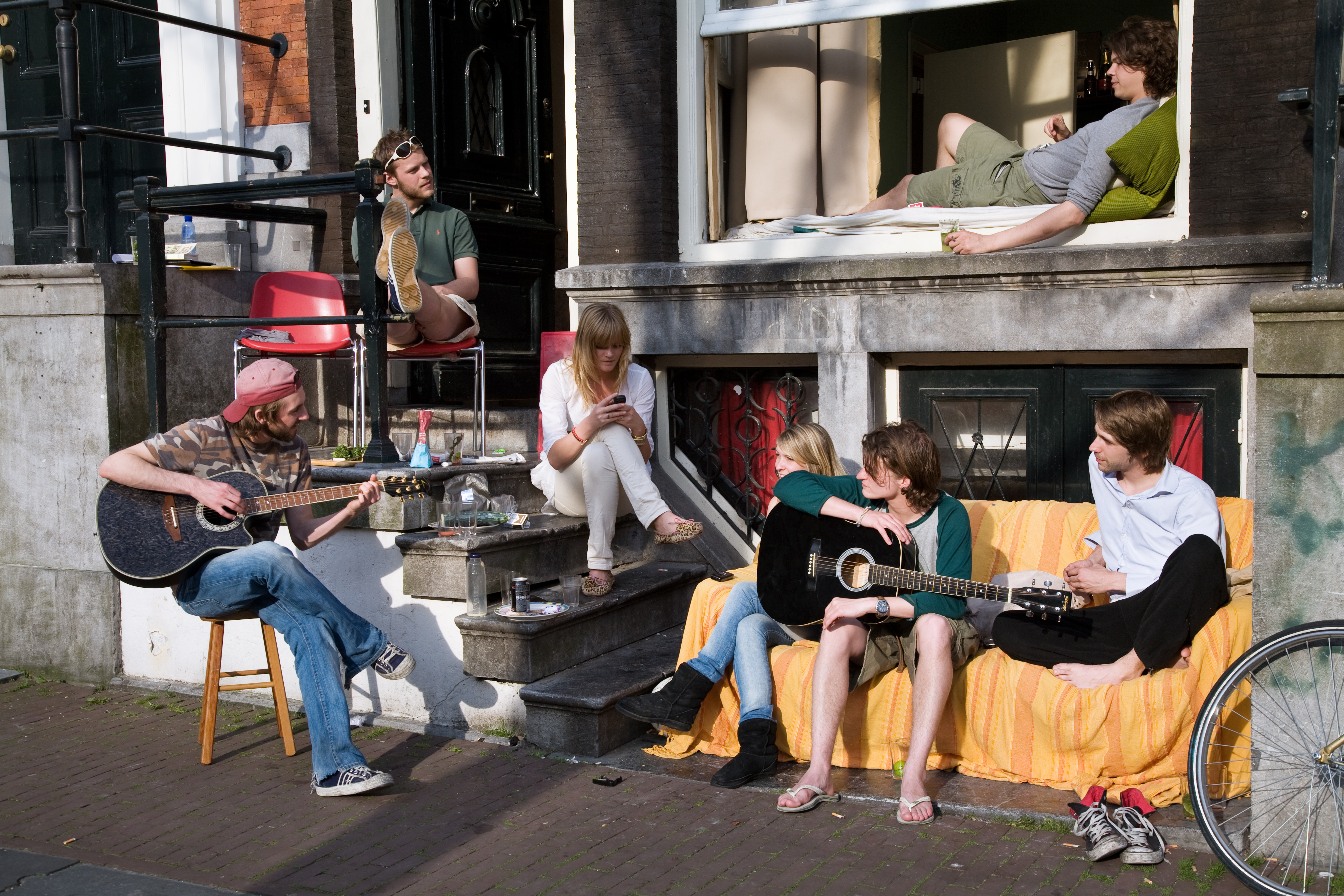
年輕的音樂家居住在阿姆斯特丹的一個共享社區

公社（英語：commune）一詞有許多含義，最早是指中古歐洲自治城鎮的組織，其特色是市民擁有一定的權力，包括財產權、行政權等。彼此之間之間互相協助幫忙。各地區的公社情形不同，有些地區如意大利北部，其自治的力量甚強。中古時代的公社並未形成民主政治，一般是形成有錢公民主導的寡頭政治。後來至近代，此一名詞也用於各種其他由人民集合而成的組織，如巴黎公社、人民公社等。
此外，在韓國、日本這兩個漢字文化圈國家，一些公營企業、或具有官方背景的機構，也會使用「公社」一詞作名稱，例如韓國道路公社、韓國觀光公社、日本郵政公社、地方道路公社等。